# España (Chabrier)
España, rapsodia para orquesta (en francés: España, rapsodie pour orchestre o Rapsodie España) es la composición orquestal más famosa del compositor francés Emmanuel Chabrier (1841-1894). Escrita en 1883, después de un viaje a España, fue dedicada al director Charles Lamoureux, que dirigió su estreno público el 4 de noviembre de 1883, en el Théâtre du Château d'Eau de la Société des Nouveaux Conciertos en París.

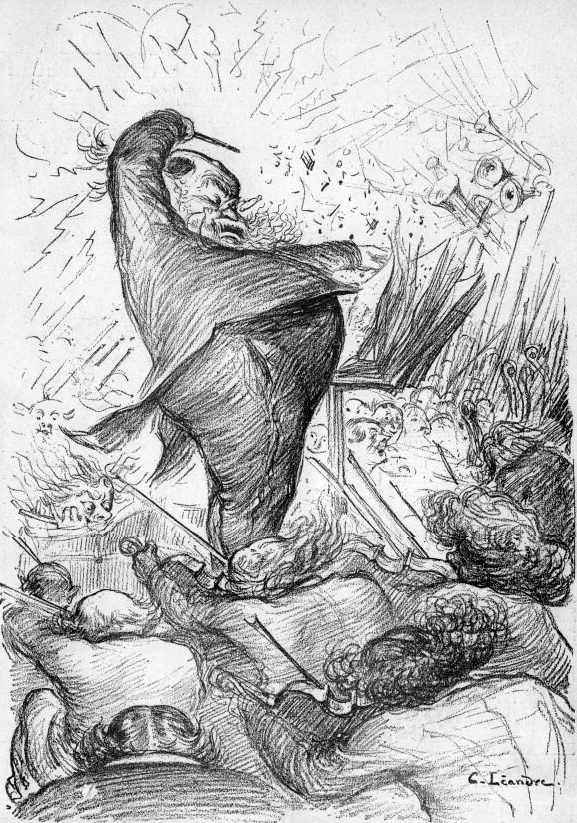
Lamoureux, que llevó a cabo España estreno, desatando un fortissimo – dibujo de Léandre en Le Rire, década de 1890.

## Contexto
De julio a diciembre de 1882 Chabrier y su esposa recorrieron España, haciendo parada en San Sebastián, Burgos, Toledo, Sevilla, Granada, Málaga, Cádiz, Córdoba, Valencia, Zaragoza y Barcelona. Sus cartas escritas durante sus viajes están llenos de buen humor, agudas observaciones y sus reacciones a la música y la danza con las que se encontró y muestran su auténtico don literario. En una carta a Édouard Moullé (1845-1923); un músico amigo por mucho tiempo de Chabrier (él mismo se interesó en la música popular de Normandía y de España), el compositor detalla sus investigaciones en las variedades regionales de danzas, dando la notación musical ejemplos. Una carta posterior de Lamoureux, desde Cádiz, de fecha 25 de octubre, Chabrier escribe que a su regreso a París podría componer una «extraordinaria fantasía», que incitara a la audiencia a que saltara de emoción, y que incluso Lamoureux se viera obligado a abrazar al concertino de la orquesta, de tan voluptuosas serían sus melodías.
Aunque al principio Chabrier trabajó en la pieza bajo la forma de dúo para piano, ésta se convirtió en una obra para orquesta. Compuesta entre enero y agosto de 1883, originalmente fue llamada Jota pero se renombró a España en octubre de 1883. Recibió un bis en su primera actuación, y fue bien recibida por los críticos, sellando la fama de Chabrier de la noche a la mañana. El trabajo fue elogiado por Lecocq, Duparc, Hahn, de Falla (quien dijo que no creía que ningún compositor español hubiera logrado una versión tan genuina de una jota) e incluso Mahler (que declaró que era «el inicio de la música moderna» a los músicos de la Filarmónica de Nueva York). Chabrier más de una vez la describió como «una pieza en fa y nada más».

## La música
Después de una corta introducción imitando una guitarra, el primer tema aparece piano en las trompetas con sordina, y se repite cuatro veces durante la obra. Esto es seguido por un fluido segundo tema (fagotes, trompas, violonchelos). Los fagotes introducen otra idea ben giocoso, sempre con impeto y después secciones instrumentales dialogan con otro tema muy rítmico. Después de regresar al primer tema, otra melodía fluye dolce espressivo en las cuerdas y conduce a un clímax solo roto por un tema marcato en los trombones. Tras variaciones instrumentales y temáticas llevan a la pieza a su extasiada y feliz conclusión.
España inauguró la moda de música con sabor hispánico que puede verse en ejemplos como Ibéria de Debussy y Rapsodie espagnole de Ravel. Erik Satie parodió esta tendencia en su pieza de piano Españaña de la suite Croquis et agaceries d'un gros bonhomme en bois (1913).

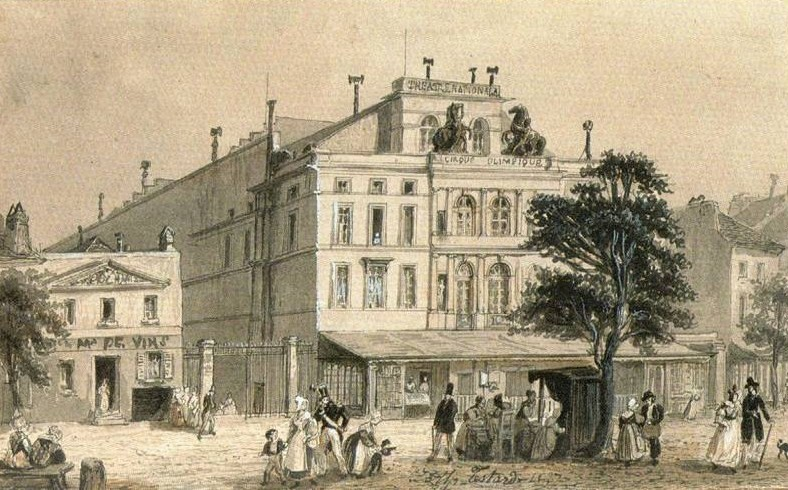
Cirque Olympique, donde España fue escuchada por primera vez (Jacques Testard, tinta y gouache).

## Orquestación
Cuerdas; 3 flautas (1 flautín), 2 oboes, 2 clarinetes en si bemol, 4 fagotes; 2 trompas en fa, 2 trompas naturales en do, 2 trompetas, 2 cornetas, 3 trombones, tuba, timbales, percusión (bombo, platillos, triángulo, pandereta); 2 arpas.
Metrónomo:  = 80. Las actuaciones suelen durar entre 6 y 6½ minutos.
Chabrier hizo dos transcripciones de España:
- Canción para soprano y piano
- Dos pianos

## Otras apariciones
Partes de España ocupan un lugar destacado en el vals de Émile Waldteufel España de 1886. También es la base de la melodía de 1956 de la popular canción "Hot Diggity (Dog Ziggity Boom)" por Al Hoffman y Dick Manning.
En 1961 Roland Petit creó un ballet titulado España con la partitura de Emmanuel Chabrier; el vestuario vino de la mano de Yves Saint Laurent.